# Торнтон (Каліфорнія)
Торнтон (англ. Thornton) — переписна місцевість (CDP) в США, в окрузі Сан-Хоакін штату Каліфорнія. Населення — 1004 особи (2020).

## Географія
Торнтон розташований за координатами 38°13′47″ пн. ш. 121°25′34″ зх. д. / 38.22972° пн. ш. 121.42611° зх. д. (38.229659, -121.426063).  За даними Бюро перепису населення США в 2010 році переписна місцевість мала площу 5,58 км², з яких 5,51 км² — суходіл та 0,07 км² — водойми.

## Демографія
Згідно з переписом 2010 року, у переписній місцевості мешкала 1131 особа в 310 домогосподарствах у складі 248 родин. Густота населення становила 203 особи/км².  Було 326 помешкань (58/км²).
Расовий склад населення:
| - 49,0 % — білих - 4,0 % — азіатів - 3,8 % — чорних або афроамериканців - 0,3 % — корінних американців - 0,1 % — вихідців з тихоокеанських островів - 39,2 % — осіб інших рас |

До двох чи більше рас належало 3,7 %. Частка іспаномовних становила 68,1 % від усіх жителів.
За віковим діапазоном населення розподілялося таким чином: 35,7 % — особи молодші 18 років, 55,7 % — особи у віці 18—64 років, 8,6 % — особи у віці 65 років та старші. Медіана віку мешканця становила 28,6 року. На 100 осіб жіночої статі у переписній місцевості припадало 95,0 чоловіків;  на 100 жінок у віці від 18 років та старших — 89,8 чоловіків також старших 18 років.
Середній дохід на одне домашнє господарство  становив 39 505 доларів США (медіана — 33 036), а середній дохід на одну сім'ю — 42 189 доларів (медіана — 36 172). Медіана доходів становила 25 625 доларів для чоловіків та 35 417 доларів для жінок. За межею бідності перебувало 37,6 % осіб, у тому числі 65,2 % дітей у віці до 18 років та 3,3 % осіб у віці 65 років та старших.
Цивільне працевлаштоване населення становило 320 осіб. Основні галузі зайнятості: сільське господарство, лісництво, риболовля — 31,6 %, освіта, охорона здоров'я та соціальна допомога — 20,9 %, виробництво — 10,3 %, роздрібна торгівля — 9,4 %.